# Metangela toxoneura
Metangela toxoneura är en tvåvingeart som först beskrevs av Osten Sacken 1862.  Metangela toxoneura ingår i släktet Metangela och familjen sorgmyggor. Inga underarter finns listade i Catalogue of Life.